# Anita Álvarez de Williams
Anita Álvarez de Williams (Calexico, Estados Unidos, 1931) es una antropóloga, fotógrafa e historiadora estadounidense experta en el pueblo Cucapah reconocida por escribir la primera compilación arqueológica y etnográfica sobre la península de Baja California; fue fundadora del Museo del Instituto de Investigaciones Culturales de Mexicali y directora de la primera oficina de Baja California del Instituto Nacional Indigenista. Es autora de diversos libros y revistas académicas tanto en México como en Estados Unidos. Sus libros y artículos describen la utilización de los recursos naturales y la gestión ambiental, la cultura material, los sistemas de ideas y la historia indígena.

## Trayectoria
Anita Álvarez fue investigadora en el Instituto de Investigaciones Culturales de Mexicali, entre 1975 y 1977 participó en la creación del Museo del Estado: Hombre, Naturaleza y Cultura (actualmente Museo del Instituto de Investigaciones Culturales de Mexicali) como parte de la política estatal que impulsaba el desarrollo de formas de identidad colectiva e identificar una cultura propia de las personas bajacalifornianas. Para esto, el estado apoyó las actividades de investigación enfocadas al rescate y exhibición de la cultura de los pueblos nativos de Baja California mediante la presentación de su cultura a través de muestras museográficas.
Álvarez fue la primera directora de la oficina del Instituto Nacional Indigenista (INI) en Baja California, la cual fue creada en 1975 a petición de las jefaturas indígenas de los pueblos nativos de Baja California, quienes asistieron al primer Congreso Nacional de Pueblos Indígenas en Janitzio, Michoacán, para solicitar la apertura del Centro Coordinador Indigenista (posteriormente Instituto Nacional Indigenista) en el estado de Baja California. Entre los mayores contribuciones de Anita Álvarez se encuentra la recopilación sobre la historia, etnografía y fotografía de los Cucapá. Su obra ha sido precedente en la investigación de la historia de Baja California y la zona fronteriza.
Álvarez realizó descripciones del material arqueológico, antropológico e histórico con el propósito de hacer difusión de esta riqueza cultural no solo a nivel regional o local, sino a nivel nacional. Como ella misma lo señala

No pretendo haber escrito la última palabra al respecto, sino únicamente asegurar a los bajacalifornianos en particular, y a los mexicanos en general, que nuestra península es rica, extraordinariamente rica, en material histórico, arqueológico y antropológico; en tradiciones que la mayoría desconocemos, pues históricamente es muy reciente la presencia de nosotros en esta zona […]

En particular, su trabajo Travelers Among the Cucapa (1975) constituye un concentrado desde 1540 hasta la época contemporánea de los testimonios que documentaron diversos exploradores en relación con este grupo, entre los que se encuentran el capitán Fernando de Alarcón cuando en 1540 penetró por el delta del río Colorado. Otra de sus aportaciones es el estudio etnohistórico donde se analizan fuentes y su propia experiencia con los contactos que ha tenido con los cucapás. De estos trabajos se desprende que los cucapás constituyen un grupo que, no sólo se ha adaptado en forma extraordinaria a su medio ambiente, sino que también han sabido asimilar de otras culturas lo que ha considerado conveniente pero conservando su propia identidad.
Álvarez también aborda en sus publicaciones cómo el río Colorado ha sido embalsado, desviado, disputado y contaminado en todo su cauce para que ya no llegue a su destino original en el Golfo de California enfatizando en la importancia de la conservación del río Colorado y la necesidad de que se le permita fluir a través de su delta.
En sus fotografías se retrata la vida, costumbres y tradiciones de personas importantes dentro de las comunidades indígenas, así como la transición del tiempo, ha formado con sus imágenes un acervo relevante sobre el pasado de Baja California y el estudio de los pobladores originarios de ambos lados de la frontera entre Baja California (México) y California (Estados Unidos) sobre los cuales ha publicado varios libros.

## Publicaciones
- Face and body painting in Baja California: a summary (Pintura de cara y cuerpo en Baja California: un resumen). Pacific Coast Archaeological Society Quarterly (Sociedad Arqueológica de la Costa del Pacífico Trimestral) 1973
- Five rock art sites in Baja California south of the 29th parallel (Cinco sitios de arte rupestre en Baja California al sur del paralelo 29). Pacific Coast Archaeological Society Quarterly (Sociedad Arqueológica de la Costa del Pacífico Trimestral) 1973
- The Cucapá Indians of the Colorado River delta. (Los Cucapá del delta del río Colorado). Baja California Symposium. 1973
- The Cocopah people (El pueblo Cucapah) . Serie tribal india, Phoenix. 1974
- Los Cucapá del delta del Río Colorado. Calafia . 1974
- Primeros pobladores de la Baja California. Gobierno del Estado de Baja California, Mexicali . 1975
- Sea shell usage in Baja California (Uso de conchas marinas en Baja California). Pacific Coast Archaeological Society Quarterly (Sociedad Arqueológica de la Costa del Pacífico Trimestral) 1975
- Travelers among the Cucapá (Viajeros entre los Cucapá). Baja California Travels Series 34. Dawson's Book Shop, Los Angeles. 1975.
- Diversos datos sobre el águila en Baja California. Sociedad Arqueológica de la Costa del Pacífico Trimestral. 1978
- Cucapá. En: Suroeste, editado por Alfonso Ortiz, pp. 99-112. Handbook of North American Indians, Vol. 10. Smithsonian Institution, Washington, DC. 1983
- Indian wheat (trigo indígena). Simposio Baja California 23. 1985
- Juan de Ugarte. Simposio Baja California 24. 1986
- Environment and edible flora of the Cocopa (Ambiente y flora comestible de los Cucapá). Entorno Suroeste. 1987
- Cocopa beadwork. Pacific Coast Archaeological Society Quarterly. 1991
- Cañón Santa Isabel. Documentos de arte rupestre 10: 67-70. Documentos del Museo de San Diego 29. 1993
- Cuevas pintadas y ovejas sagradas: etnohistoria del borrego cimarrón en Baja California. Contar ovejas: 20 formas de ver el desierto borrego cimarrón . Prensa de la Universidad de Arizona, Tucson. 1993
- Cocopah. Native America in the twentieth century: an encyclopedia. Garland Publishing, New York. 1994
- Bark skirts of the Californias (Faldas de corteza de las Californias). Sociedad Arqueológica de la Costa del Pacífico Trimestral . 1995
- La gente y el río. Revista del suroeste. 1997
- Vivir con un río. Ponencia en el Quinto Simposio Baja California Indígena, San Diego. 1998
- Primeros pobladores de la Baja California: introducción a la antropología de la península . CONACULTA, Mexicali. 2004